# Ringwall Leidersdorf
Der Ringwall Leidersdorf, auch Wallburg Kellerberg genannt, befindet sich im Gemeindeteil Leidersdorf der Oberpfälzer Gemeinde Ensdorf im Landkreis Amberg-Sulzbach von Bayern. Der Ringwall liegt auf dem Kellerberg (auch Köhlerberg genannt) oberhalb von Leidersdorf und ca. 1425 m nordnordöstlich von Ensdorf. Die Anlage wird als Bodendenkmal unter der Aktennummer D-3-6637-0004 im Bayernatlas als „Höhensiedlungen der Bronzezeit und der Urnenfelderzeit, Ringwall vor- und frühgeschichtlicher Zeitstellung“ geführt.

## Beschreibung

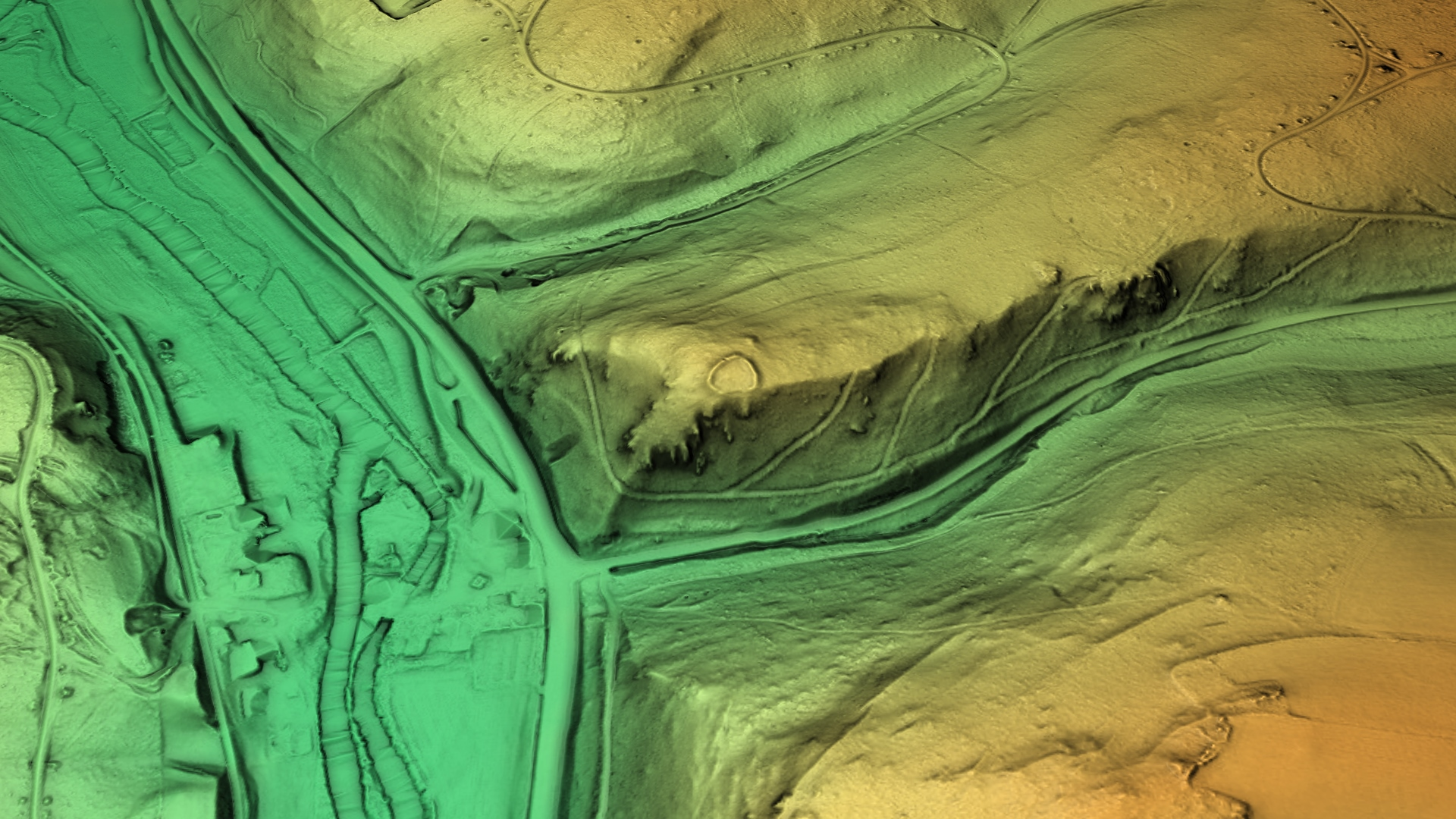
3D-Ansicht des digitalen Geländemodells

Auf der Spitze einer Bergzunge des Kellerberges, die sich nach Westen in das Vilstal vorschiebt und im Norden und Süden in zwei tiefe Täler abfällt, befindet sich ein gerundet quadratischer Ringwall von 28 m Länge Seitenlänge. Dieser ist an der Basis 4 m breit und 1,3 m hoch. In seiner Nordostecke ist eine 2 m breite Lücke vorhanden, die vielleicht ein früheres Zugangstor markiert. An der Nordseite liegt ein tiefer Grabungsschnitt offen, an der Südwestecke sind zwei weitere Wallabschnitte als leichte Einmuldungen zu erkennen. Die Südseite ist stark abgegraben, die Innenseite fällt leicht in Richtung Südwest.

## Geschichte
1930 fanden Grabungen durch das Bayerische Landesamt für Denkmalpflege statt. Dabei wurden zwei Schnitte durch den Wall angelegt. An der Südwestecke wurden zwei parallele Schalenmauern im Abstand von 2,5 m und mit 0,6 m Höhe festgestellt. Diese waren aus Felsblöcken und kleineren Steinen aufgeschichtet.
Die unter dem Steinkern der südlichen Wallstrecke entdeckten Scherbenfunde sind mit Ausnahme von einigen Silexabschlägen der Urnenfelderkultur bzw. der späten Bronzezeit (1300–800 v. Chr.) zuzuordnen. Spätere Lesefunde von 1976 und 1984 von bearbeiteten Hornsteinen und diversen Scherben weisen auf eine ältere, vorgeschichtliche Phase der Wallanlage hin. Außerdem  wurde  nicht  näher  eingeordnete  Eisenschlacke  gefunden.  Eine  Scherbe  ist  eindeutig  dem  Hochmittelalter  zuzuordnen.